# Ipande (Mbeya)
Ipande ist ein Verwaltungsbezirk (Ward) des Distrikts Kyela in der tansanischen Region Mbeya. Er grenzt im Norden an den Distrikt Rungwe, im Nordosten an den Distrikt Busokelo, im Osten an die Bezirke Muungano und Talatala, im Süden an die Bezirke Mwaya und Itope und im Westen an den Bezirk Busale. 

## Geografie
Ipande ist ein ländlicher Bezirk im Südwesten von Tansania etwa 20 Kilometer nordwestlich vom Malawisee. Die Grenze im Osten bildet der Fluss Mbaka. Die Fläche des Bezirks beträgt 26,2 Quadratkilometer und bei der Volkszählung 2022 lebten hier 4757 Menschen in 1213 Haushalten.

## Gliederung
Der Bezirk besteht aus vier Gemeinden (Mtaa) mit neun Orten (Kitongoji):
| Mbula - Bugoba - Ilindi | Njugilo - Kasama A - Kasama B - Malangali | Konjula - Kipela - Njugilo | Maendeleo - Kikole A - Kikole B |

## Wirtschaft und Infrastruktur
- Bildung: Die Ipande Secondary School ist eine staatliche weiterführende Schule mit einer Ausbildung bis zum Level 4.[5]
- Gesundheit: Im Bezirk befinden sich zwei staatliche Apotheken, je eine in Njugilo[6] und in Ipande.[7]